# Masse jovienne

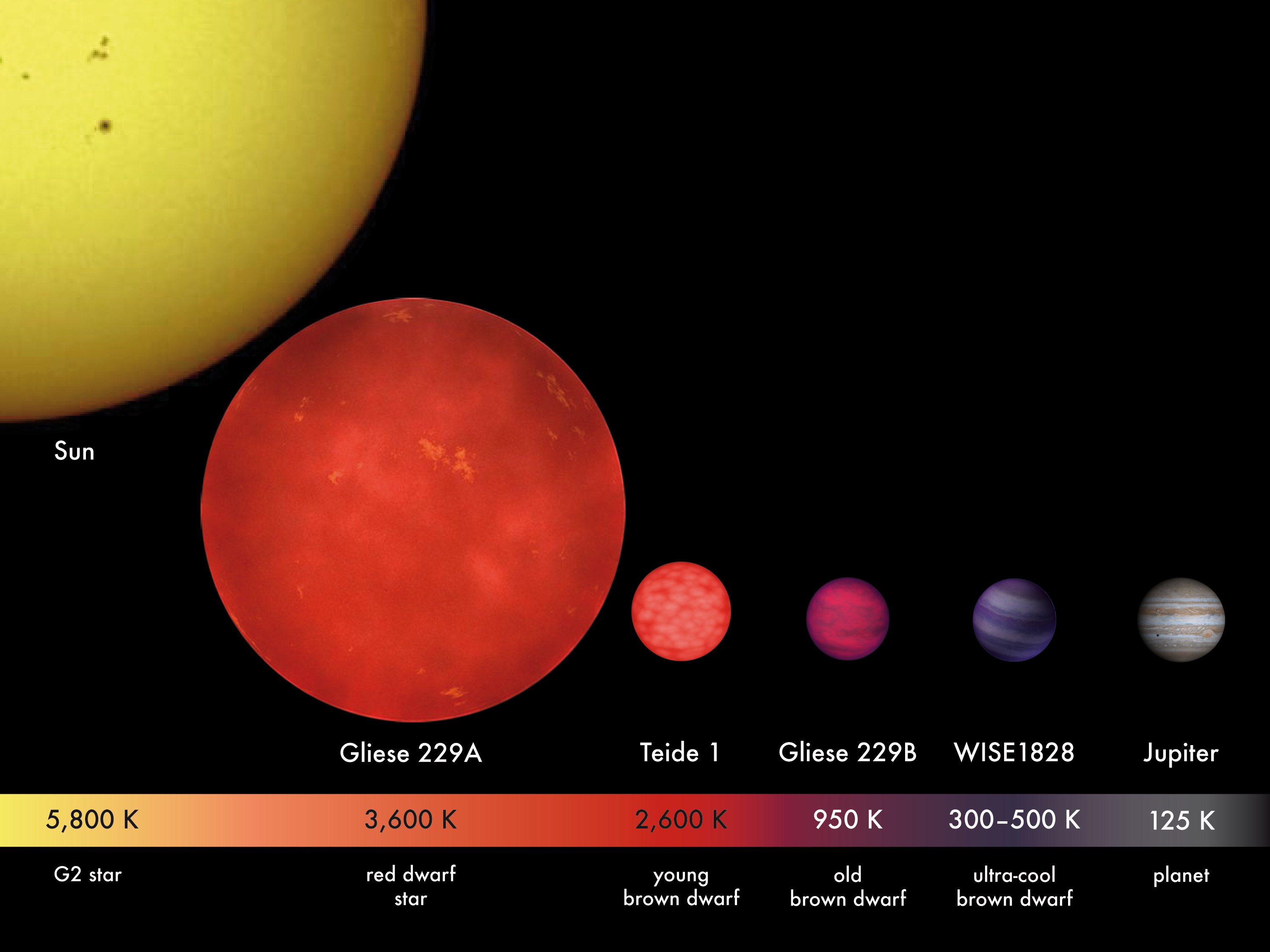
Comparaisons de taille et de température de la planètes Jupiter avec diverses naines brunes et des étoiles, dont le Soleil.

En astronomie, la masse jovienne (MJ, MJup ou encore M♃) est une unité de masse couramment employée pour exprimer la masse des objets substellaires, notamment des exoplanètes géantes gazeuses et des naines brunes. Elle représente la masse de la planète Jupiter, qui vaut 1,898 6 × 1027 kg, soit 317,83 masses terrestres (MT) ou 0,000 954 8 masse solaire (M☉).

## Masse jovienne nominale
En 2015, la XXIXe assemblée générale de l'Union astronomique internationale a défini la « masse jovienne nominale », une valeur devant rester constante quelles que soient les améliorations ultérieures de la précision des mesures de MJ. Cette valeur, notée {\displaystyle {\mathcal {M}}_{\mathrm {J} }^{\mathrm {N} }}, est en fait définie via son produit par la constante gravitationnelle G :
{\displaystyle ({\mathcal {GM}})_{\mathrm {J} }^{\mathrm {N} }} = 1,266 865 3 × 1017 m3 s−2
La raison de ce choix tient à la relativement faible précision de la mesure de G, en comparaison de celle  des produits de type GM où M désigne la masse d'un objet céleste quelconque. Pour exprimer la masse M d'un objet céleste en termes de masses joviennes nominales on divise la valeur de GM par celle de {\displaystyle ({\mathcal {GM}})_{\mathrm {J} }^{\mathrm {N} }}.

## Limite planète-étoile
Conventionnellement, la limite entre une planète géante gazeuse et une étoile naine brune est fixée aux alentours de 13 MJ, qui correspond à la masse minimum permettant la fusion du deutérium au cœur de l'astre.